# Українці Словенії

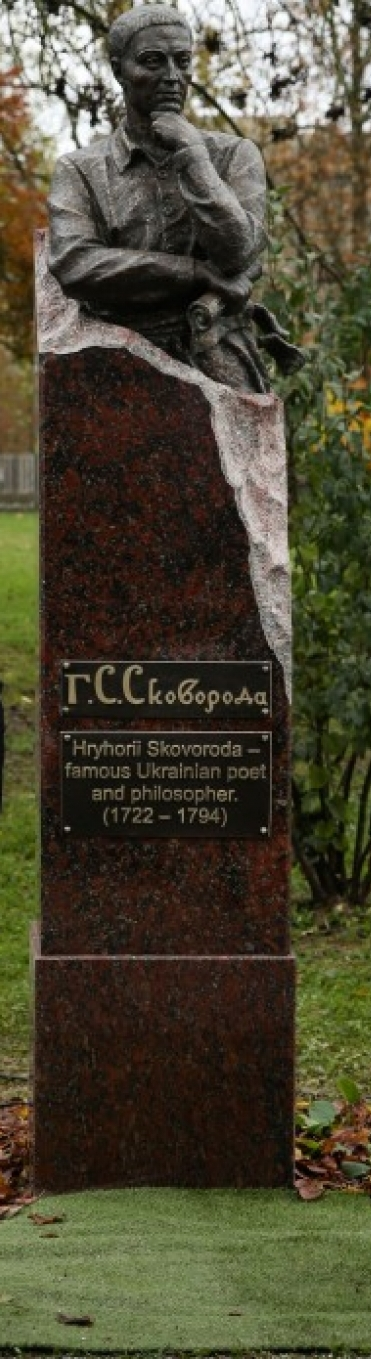
Пам'ятник українському філософу Григорію Сковороді в Любляні.

Українці в Словенії — одна з етнічних громад на території Словенії, яка аналогічно до українських діаспор в інших країнах колишньої Югославії, сформувалася під впливом історико-політичних причин під час спільного перебування Словенії та українських Галичини, Буковини, Закарпаття в складі Австро-Угорської імперії. Деяка кількість сучасної діаспори становлять мігранти, які отримали словенське громадянство, або громадяни України які постійно проживають в цій країні, в зв'язку з роботою або навчанням у ЗВО. У Республіці Словенія проживає близько 2500 етнічних українців, які розселені по всій країні.

## Забезпечення мовних, культурних та інших прав української діаспори
Станом на серпень 2020 в Словенії не існує жодна українська організація. Посольством України спільно з місцевими ГО "Карпати", ГО "Берегиня" та ГО "Рукавичка" на регулярній основі проводяться культурно-мистецькі заходи, приурочені до визначних подій української історії.

## Словенські зареєстрованігромадські організаціїзі статусом юридичної особи
У Словенії офіційно зареєстровані такі словенські громадські організації, які займаються українською громадою або такі цілі регламентують у своїх не україномовних статутах:
- Товариство українців "Карпати" м. Любляна, голова — Євген Петрешін;

- Український культурно-освітня організація "Рукавичка", голова — Ольга Мороз;

- Культурне товариство "Любляна-Київ", голова — Андрій Гевко;

- Українсько-словенське культурне товариство "Мрія" м. Марибор, голова — Павлина Сабініна;
- Družstvo Ukrajincev v Sloveniji Bereginja (неофіційна назва, дослівний переклад українською Кооператив українців в Словенії "Берегиня"), м. Жалець, голова – Ґалина Маловшек.

Правову основу українсько-словенського культурно-гуманітарного співробітництва становить Протокол про співробітництво між МЗС України та МЗС Республіки Словенія від 28 січня 1994 року, Угода між Урядом України і Урядом Республіки Словенія про співробітництво в галузі культури, науки і освіти від 12 травня 1997 року та про співробітництво в галузі культури між Міністерством культури і туризму України та Міністерством культури Республіки Словенія від 27 червня 2007 року .

## Візит Президента України в Словенію

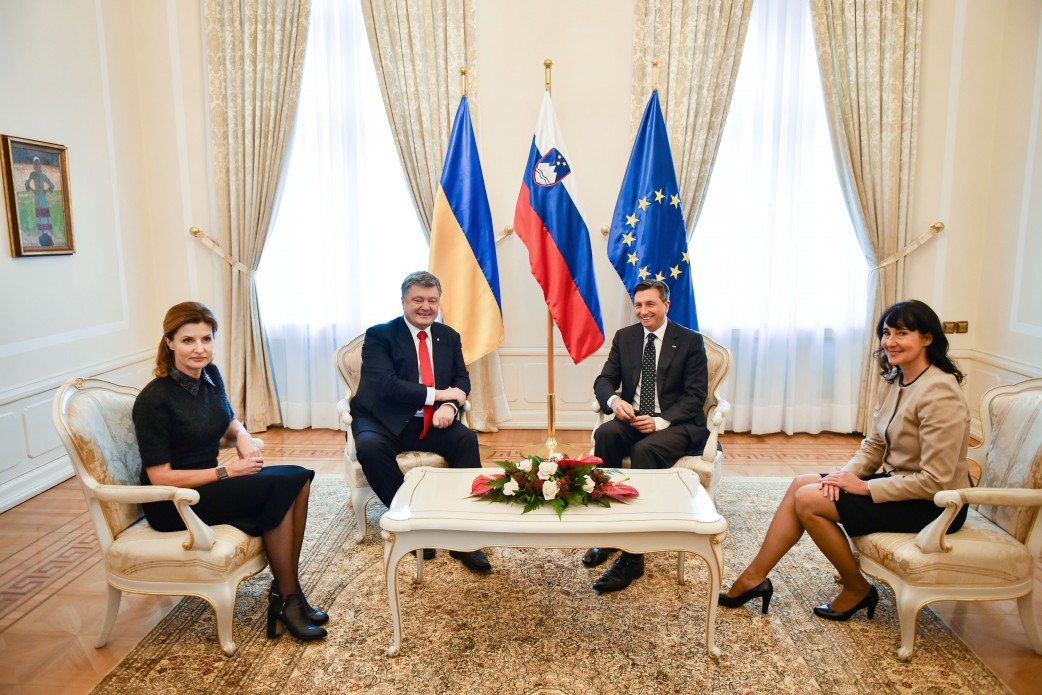
Зустріч Президента України та Першої леді та Президента та Першої леді Словенії

8 листопада 2016 року Петро Порошенко здійснив офіційний візит до Словенії у ході якого зустрівся з Президентом Республіки, Прем'єр-міністром, Головою державних зборів. Президент також поспілкувався з українцями, які мешкають у Словенії та підписав ряд двосторонніх документів з керівниками провідних словенських компаній.

### Вшанування пам'яті Григорія Сковороди
Президент України разом з Президентом Словенії взяв участь у відкритті пам'ятника Григорію Сковороді в одному з центральних парків столиці Словенії — Любляні, і виголосив промову під час церемонії відкриття:
|  | Наша дружба повинна мати певні символи. Мені дуже подобається ідея мерії Любляни створити Алею митців. Яка ж може бути Алея митців, якщо тут не представлено Україну? А ким найкраще може бути представлено Україну? Тарас Шевченко і Григорій Савич Сковорода. Ще в 18 столітті він демонстрував європейськість українців. Він заснував один з перших університетів в Східній Європі і грав надзвичайно важливу роль у формуванні українців як нації. |

Президенти подякували скульпторові і всім, хто долучився до спорудження цього пам'ятника і висловили впевненість, що це буде дуже символічним місцем — символом дружби між українським і словенським народами.